# 아카사카정 (오카야마현)
아카사카정(赤坂町)은 오카야마현 남부 아카이와군에 있던 정이다. 현재는 아카이와 군내의 산요정, 구마야마정, 요시이정과 합병에 의해 아카이와시가 되었으며, 정사무소는 아카이와 시청 아카사카 지소가 되어있다.

## 지리
정의 대부분은 구릉과 산림으로 이루어져 있다

## 역사
- 1889년 4월 1일 - 정촌제 시행에 수반해 아카사카군 돗토리카미촌, 가루베촌, 사사오카촌이 성립하였다.
- 1900년 4월 1일 - 아카사카군이 니와나시군과 합병해 아카이와군 돗토리카미촌, 가루베촌, 사사오카촌이 되었다.
- 1953년 3월 1일 - 돗토리카미촌, 가루베촌, 사사오카촌이 합병해 정으로 승격해 아카사카정이 되었다.
- 2005년 3월 7일 - 산요정, 구마야마정, 요시이정과 합병으로 시로 승격해 아카이와시가 되었다.

## 교통

### 도로
- 오카야마현도 제27호선
- 오카야마현도 제53호선
- 오카야마현도 제250호선
- 오카야마현도 제257호선
- 오카야마현도 제364호선
- 오카야마현도 제403호선